# Embargo contra o Sudão
O embargo contra o Sudão foi principalmente um embargo econômico imposto pelos Estados Unidos contra o Sudão entre 1997 e 2017. No entanto, outras formas de embargo também afetaram o Sudão, em particular no comércio de armas. Esses embargos de armas foram iniciados pelos Estados Unidos, pela União Europeia e pelas Nações Unidas.

## História
Em março de 1994, a União Europeia decretou um embargo de armas contra o Sudão. Concerne todo o território e a praticamente todos os tipos de equipamento militar, sendo as únicas exceções os equipamentos de desminagem e o material para os representantes da União Europeia, da União Africana e das Nações Unidas.
O embargo econômico contra o Sudão foi instituído em 3 de novembro de 1997, como uma sanção contra a política complacente do Sudão para com terroristas, entre os quais, designadamente, Osama bin Laden que residiu no país entre 1992 e 1996. O embargo impede a importação de mercadorias originárias do Sudão para os Estados Unidos, proibiu cidadãos e empresas estadunidenses de se envolverem em qualquer transação relacionada com hidrocarbonetos no Sudão. Também proíbe que cidadãos  e empresas estadunidenses se envolvam no transporte de mercadorias partindo do Sudão e, finalmente, proíbe qualquer financiamento por cidadãos e empresas estadunidenses do governo sudanês. Além disso, o embargo exige a obtenção de autorização para todas as exportações de equipamentos agrícolas ou médicos para o Sudão.
Por outro lado, em 2000, os Estados Unidos decidiram por uma exceção para a goma arábica, produto estratégico para a indústria agroalimentar da qual o Sudão é um dos maiores produtores e de melhor qualidade.
Em 2004 e novamente em 2005, o Conselho de Segurança das Nações Unidas, por meio das resoluções 1556 e 1591, emitiu um embargo de armas contra o Sudão em reação à Guerra do Darfur. Além disso, a resolução 1591 proíbe quatro cidadãos sudaneses de viajar e congela seus ativos financeiros. No entanto, o embargo das Nações Unidas abrange apenas ao território de Darfur e não a todo o Sudão.
Em 13 de outubro de 2006, os Estados Unidos emitiram novas sanções contra o Sudão como resultado da Guerra de Darfur.

## Levantamento do embargo econômico
O embargo foi levantado em 12 de outubro de 2017 sob a presidência de Donald Trump, após um primeiro levantamento temporário do embargo em 13 de janeiro de 2017 sob a presidência de Barack Obama.
Este levantamento temporário durou inicialmente seis meses, depois foi prorrogado por mais três meses. Em contrapartida deste levantamento temporário, o governo sudanês comprometeu-se a não mais apoiar as forças rebeldes no Sudão do Sul, a acabar com os combates nas províncias de Darfur, Nilo Azul e Cordofão do Sul, a lutar contra o Exército de Resistência do Senhor, a favorecer a recepção de ONGs humanitárias no país e ajudar os serviços de inteligência estadunidenses. Este levantamento do embargo pode ser explicado pela melhoria da atitude do Sudão em relação aos países vizinhos e as ONGs humanitárias, pela sua cooperação com os Estados Unidos contra o terrorismo, pela abertura progressiva do país com a China, especialmente por meio de investimentos no setor petrolífero, mas também pela melhora acentuada nas relações do Sudão com outros países sunitas, particularmente a Arábia Saudita, com a qual participa da Guerra do Iêmen ao lado deste última contra os rebeldes houthis.
Apesar do levantamento do embargo, o Sudão ainda está sujeito a um embargo de armas e prosseguiu incluído na lista dos países patrocinadores do terrorismo. A inclusão nessa lista proíbe a exportação para o Sudão de bens produzidos principalmente nos Estados Unidos. Da mesma forma, as restrições a viagens e ativos financeiros para as pessoas envolvidas nos massacres da Guerra de Darfur ainda estão em vigor.

## Nota
- Este artigo foi inicialmente traduzido, total ou parcialmente, do artigo da Wikipédia em francês cujo título é «Embargo contre le Soudan».